# Maribor

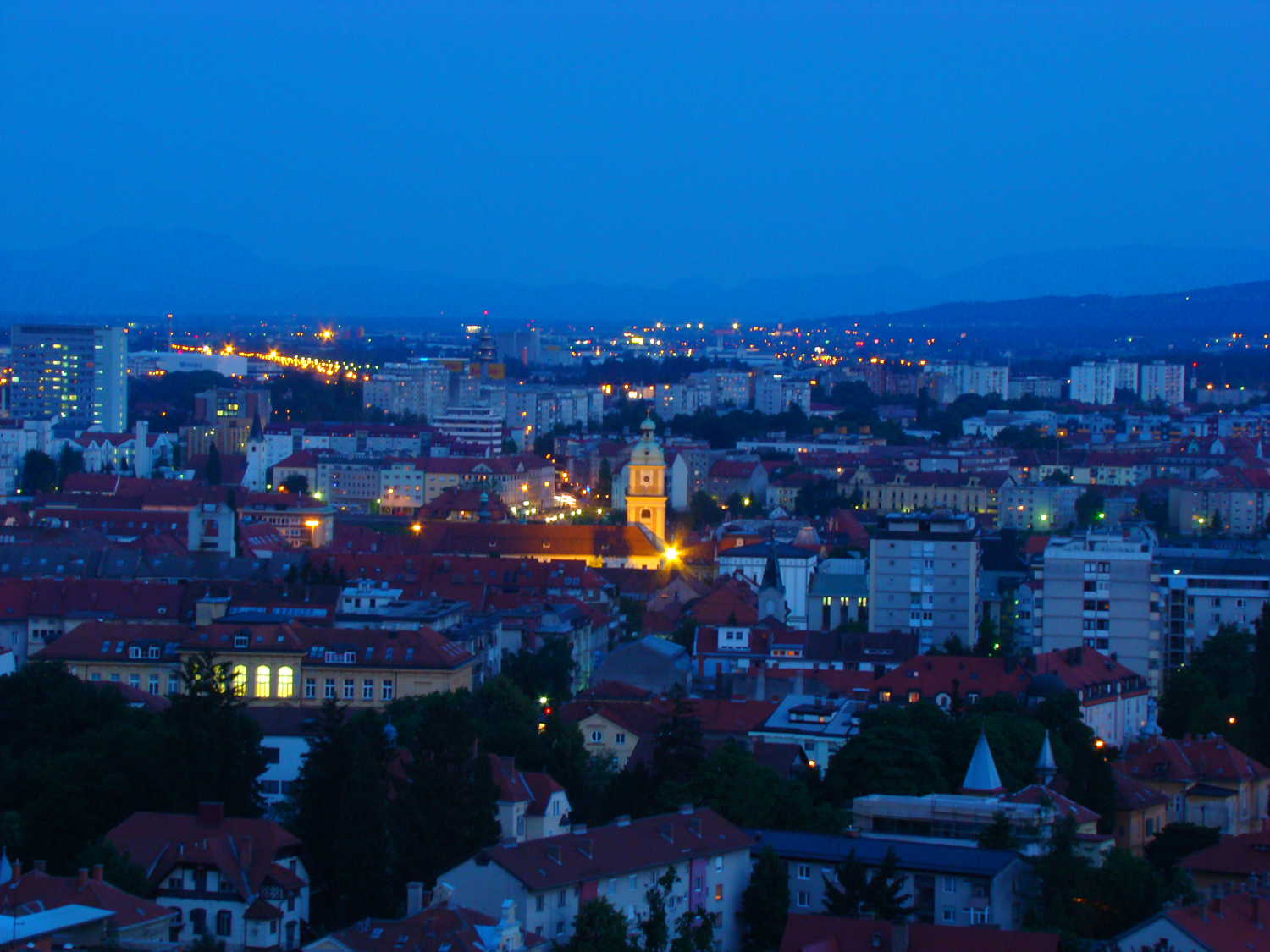
Trung tâm Maribor

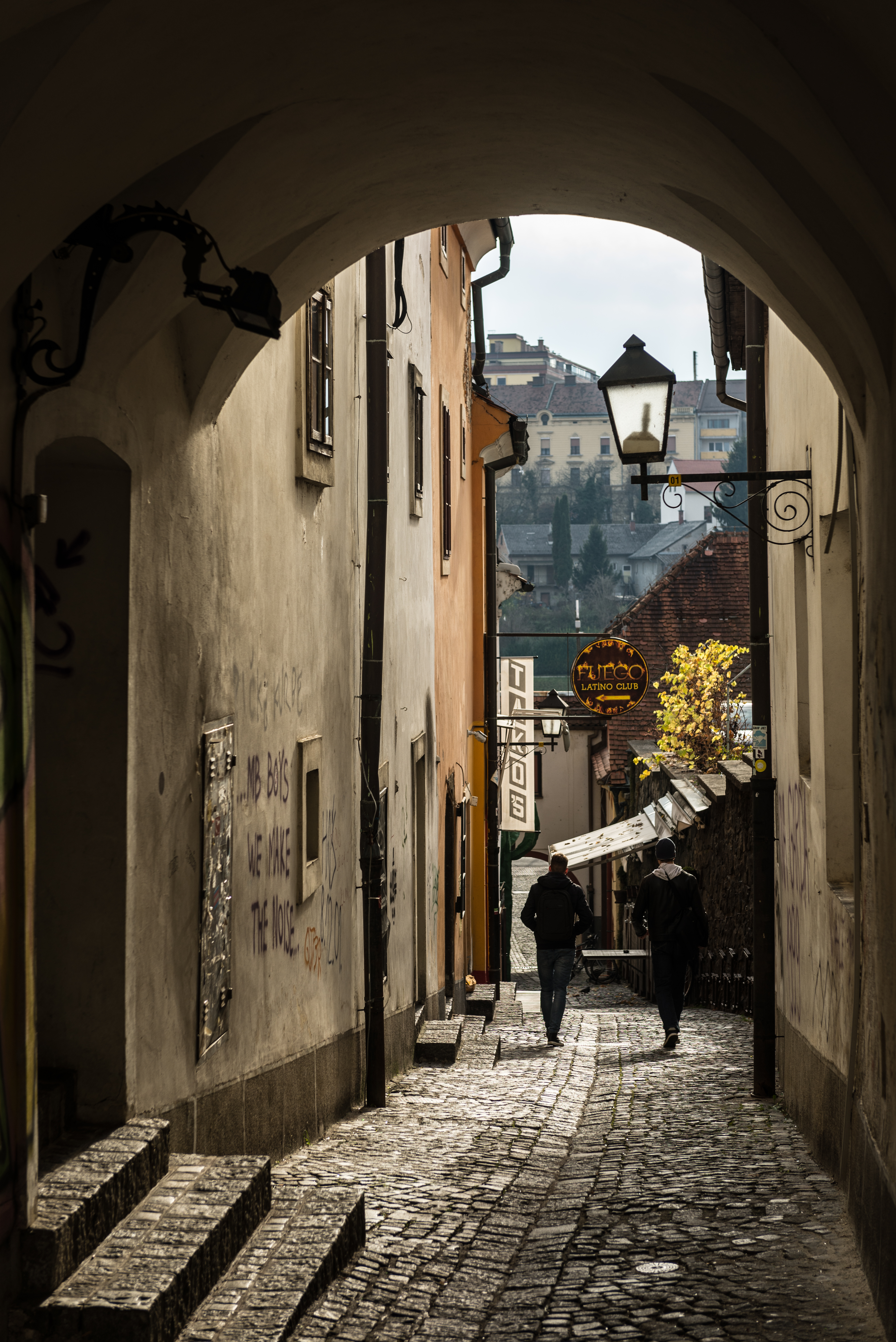
Một con hẻm ở Maribor

Maribor là một thành phố và khu tự quản của Slovenia. Đây là thành phố lớn thứ nhì Slovenia với dân số 157.948 người thời điểm năm 2011. Thành phố này có diện tích 41 km2. Maribor là thành phố lớn nhất và là thủ phủ của vùng Hạ Styria và là thủ phủ của khu tự quản Maribor. Sân bay Letališče Edvarda Rusjana là sân bay quốc tế lớn thứ nhì Slovenia.
Các địa điểm du lịch nổi tiếng ở Maribor bao gồm Nhà thờ chính tòa Maribor thế kỷ 12 theo phong cách Gothic và Tòa thị chính Maribor xây dựng theo phong cách thời Phục hưng. Lâu đài Maribor xây thế kỷ 15.
Thành phố có Đại học Maribor, được thành lập vào năm 1975, và nhiều trường học khác. Đây cũng nơi sản xuất rượu nho lâu đời nhất trên thế giới, được gọi là Stara trta, trong đó hơn 400 năm tuổi. Maribor là quê hương của NK Maribor, một đội bóng đá Slovenia. Họ tham gia vào UEFA Champions League trong mùa 1999-2000. Mỗi tháng một, các trung tâm trượt tuyết Mariborsko Pohorje, nằm ở vùng ngoại ô của thành phố trên sườn của các phạm vi núi Pohorje, tổ chức slalom nữ và đua slalom khổng lồ cho các Cup Thế giới Alpine trượt tuyết được gọi là Zlata lisica (Cáo vàng). 
Maribor được đặt tên như một thành phố Alpine vào năm 2000 và được chọn là Thủ đô Văn hóa năm 2012 của châu Âu cùng với Guimarães, Bồ Đào Nha. Maribor sẽ là thành phố chủ nhà của Universiade mùa đông 2013. Năm 2011, người ta cũng thông báo rằng Maribor sẽ là Thủ đô Thanh niên châu Âu vào năm 2013.

## Khí hậu
Maribor có khí hậu lục địa ẩm (Köppen Dfb), giáp với khí hậu đại dương (Köppen Cfb).
| Dữ liệu khí hậu của Maribor              | Dữ liệu khí hậu của Maribor | Dữ liệu khí hậu của Maribor | Dữ liệu khí hậu của Maribor | Dữ liệu khí hậu của Maribor | Dữ liệu khí hậu của Maribor | Dữ liệu khí hậu của Maribor | Dữ liệu khí hậu của Maribor | Dữ liệu khí hậu của Maribor | Dữ liệu khí hậu của Maribor | Dữ liệu khí hậu của Maribor | Dữ liệu khí hậu của Maribor | Dữ liệu khí hậu của Maribor | Dữ liệu khí hậu của Maribor |
| Tháng                                    | 1                           | 2                           | 3                           | 4                           | 5                           | 6                           | 7                           | 8                           | 9                           | 10                          | 11                          | 12                          | Năm                         |
| ---------------------------------------- | --------------------------- | --------------------------- | --------------------------- | --------------------------- | --------------------------- | --------------------------- | --------------------------- | --------------------------- | --------------------------- | --------------------------- | --------------------------- | --------------------------- | --------------------------- |
| Cao kỉ lục °C (°F)                       | 17.4 (63.3)                 | 21.5 (70.7)                 | 26.0 (78.8)                 | 28.0 (82.4)                 | 30.9 (87.6)                 | 34.7 (94.5)                 | 35.8 (96.4)                 | 40.6 (105.1)                | 31.4 (88.5)                 | 27.2 (81.0)                 | 21.5 (70.7)                 | 20.7 (69.3)                 | 40.6 (105.1)                |
| Trung bình ngày tối đa °C (°F)           | 3.9 (39.0)                  | 6.6 (43.9)                  | 11.4 (52.5)                 | 16.2 (61.2)                 | 21.3 (70.3)                 | 24.4 (75.9)                 | 26.6 (79.9)                 | 26.1 (79.0)                 | 21.4 (70.5)                 | 16.0 (60.8)                 | 9.2 (48.6)                  | 4.4 (39.9)                  | 15.6 (60.1)                 |
| Trung bình ngày °C (°F)                  | −0.2 (31.6)                 | 1.7 (35.1)                  | 6.0 (42.8)                  | 10.8 (51.4)                 | 15.8 (60.4)                 | 19.0 (66.2)                 | 21.0 (69.8)                 | 20.3 (68.5)                 | 15.7 (60.3)                 | 10.7 (51.3)                 | 5.1 (41.2)                  | 0.9 (33.6)                  | 10.8 (51.4)                 |
| Tối thiểu trung bình ngày °C (°F)        | −3.6 (25.5)                 | −2.3 (27.9)                 | 1.6 (34.9)                  | 5.9 (42.6)                  | 10.5 (50.9)                 | 13.7 (56.7)                 | 15.6 (60.1)                 | 15.4 (59.7)                 | 11.3 (52.3)                 | 6.8 (44.2)                  | 1.8 (35.2)                  | −2.0 (28.4)                 | 6.2 (43.2)                  |
| Thấp kỉ lục °C (°F)                      | −21.0 (−5.8)                | −20.2 (−4.4)                | −15.2 (4.6)                 | −5.1 (22.8)                 | −1.1 (30.0)                 | 3.6 (38.5)                  | 6.3 (43.3)                  | 5.5 (41.9)                  | −1.0 (30.2)                 | −5.9 (21.4)                 | −12.7 (9.1)                 | −17.6 (0.3)                 | −21.0 (−5.8)                |
| Lượng Giáng thủy trung bình mm (inches)  | 35 (1.4)                    | 38 (1.5)                    | 57 (2.2)                    | 60 (2.4)                    | 83 (3.3)                    | 107 (4.2)                   | 94 (3.7)                    | 112 (4.4)                   | 99 (3.9)                    | 78 (3.1)                    | 69 (2.7)                    | 61 (2.4)                    | 893 (35.2)                  |
| Số ngày giáng thủy trung bình (≥ 0.1 mm) | 9.0                         | 8.0                         | 10.0                        | 13.0                        | 14.0                        | 15.0                        | 13.0                        | 12.0                        | 11.0                        | 10.0                        | 11.0                        | 11.0                        | 137.0                       |
| Số giờ nắng trung bình tháng             | 86                          | 118                         | 148                         | 185                         | 237                         | 242                         | 277                         | 253                         | 191                         | 143                         | 90                          | 67                          | 2.037                       |
| Nguồn:                                   |                             |                             |                             |                             |                             |                             |                             |                             |                             |                             |                             |                             |                             |